# Tarakäkä Peak
Der Tarakäkä Peak ist ein rund 700 m hoher Berg auf der antarktischen Ross-Insel. In den Kyle Hills ragt er 2,1 km ostnordöstlich des Ainley Peak auf.
Das New Zealand Geographic Board benannte ihn im Jahr 2001 nach einem Begriff aus dem Māori für einen südwestlichen Wind.